# Laccophilus aurofasciatus
Laccophilus aurofasciatus är en skalbaggsart som beskrevs av Vazirani 1972. Laccophilus aurofasciatus ingår i släktet Laccophilus och familjen dykare. Inga underarter finns listade i Catalogue of Life.